# Alloperla sapporensis
Alloperla sapporensis är en bäcksländeart som först beskrevs av Okamoto 1912.  Alloperla sapporensis ingår i släktet Alloperla och familjen blekbäcksländor. Inga underarter finns listade i Catalogue of Life.